# 나노공학
나노공학은 나노 유효 범위의 규모에서의 공학이다. 나노공학은 크게 보면 나노기술과 동의어이지만 순수 과학 측면 보다는 공학을 강조한다.

## 기원
나노기술(nanotechnology) 에 대한 개념은 1959년 리처드 파인만(Richard Feynman)의 연설인 'There's Plenty of Room at the Bottom'에서 기원하였다. 나노기술(nanotechnology)이란 용어는 1974년 Norio Taniguchi에 의해 사용되었다.

## 개념
나노기술은 분자 크기의 시스템에 대한 공학이다.

## 같이 보기
- 나노 기술